# Wangi-wangi-Brillenvogel
Der Wangi-wangi-Brillenvogel (Zosterops paruhbesar) ist eine Vogelart aus der Familie der Brillenvögel (Zosteropidae). Er wurde 2003 entdeckt und 2022 wissenschaftlich beschrieben. Sein Verbreitungsgebiet ist auf die zum Wakatobi-Archipel gehörenden Insel Wangi-wangi  in der Celebessee beschränkt. Das Artepitheton paruhbesar stammt aus dem Indonesischen und bezieht sich auf den massiven, hervorstehenden Schnabel der Art.

## Merkmale
Die Merkmals- und Längenangaben beziehen sich auf den Holotypus, einem Männchen, das im September 2019 in den Safaripark Taman Safari Indonesia in Prigen, Ostjava, kam und im Juni 2020 einging. Es wird im Museum Zoologicum Bogoriense in Bogor, Java, aufbewahrt. Daneben existiert ein weiblicher Paratypus. Die Gesamtlänge des Typusexemplars beträgt 13,1 cm. Die maximale Flügellänge beträgt 61 mm, die Schnabellänge 16,6 mm, die Lauflänge 18,3 mm und die Schwanzlänge 46 mm. Die Schnabelfarbe beim lebenden Vogel war gelb, bei der Präparation als Balg wurde sie jedoch allmählich grauer. Der breite Augenring ist weiß. Die Zügel sind gelblich mit dünnem schwarzem Zügelstreifen, der sich unterhalb des Augenrings fortsetzt. Der Kopf und die Oberseite sind olivgrün. Die Oberschwanzdecken und die Flügeldecken sind gelblich-olivgrün. Die Kehle ist schwefelgelb. Die Brust ist weißlich, hell neutral grau durchsetzt. Zum Bauch hin geht die Färbung in Weiß über. Die Unterschwanzdecken sind olivgelb. Die Schirmfedern und Steuerfedern sind dunkel bräunlich-oliv mit gelblich-olivgrünem Saum. Der Lauf des präparierten Exemplars ist hellgrau bis rosa-hornfarben am Mittelfuß. Die Geschlechter ähneln sich. Die Jungvögel sind nicht beschrieben.

## Stimme
Der Gesang ist ein leiser Triller von abwechselnd hohen und relativ tiefen Tönen mit einer Frequenz von 2,5 bis 6,5 kHz, die 1 bis 1,5 Sekunden andauern. Der Ruf ist ein lautes, ziemlich tiefes chewp.

## Lebensraum
Die Art ist noch relativ häufig in Restbeständen kleiner Naturwälder, wurde aber auch in hohen Sekundärwäldern und in landwirtschaftlichen Gebieten nachgewiesen.

## Lebensweise
Über die Lebensweise ist nichts bekannt.

## Status
Das Verbreitungsgebiet des Wangi-wangi-Brillenvogels umfasst etwa 155 km². Es besteht eine ernsthafte Bedrohung für die Art, da die geringe Größe ihrer Heimatinsel zu einer raschen Ausrottung führen würde, wenn die Wilderei zunimmt. Brillenvögel gehören zu den beliebtesten Käfigvögeln in Indonesien. Dazu zählt auch der Wangi-wangi-Brillenvogel, der wegen seiner besonderen Merkmale im Handel immer beliebter wird. Trotz seiner Anpassungsfähigkeit an verschiedene Lebensräume ist der Wangi-wangi-Brillenvogel anfällig für Naturkatastrophen. Die Art ist noch nicht in der IUCN Red List erfasst, die Autoren der Erstbeschreibung empfehlen den Status „stark gefährdet“ (endangered).